# Ha Yeon-soo
Ha Yeon-soo (de nacimiento Yoo Yeon-soo) es una actriz surcoreana.

## Filmografía

### Series de televisión
| Año       | Título                         | Rol                        | Red     | Notas       |
| --------- | ------------------------------ | -------------------------- | ------- | ----------- |
| 2013      | Monstar                        | Min Se-yi                  | Mnet    | [ 3 ] [ 4 ] |
| 2013-2014 | Potato Star 2013QR3            | Na Jin-ah                  | tvN     | [ 5 ]       |
| 2014-2015 | Legendary Witches              | Seo Mi-oh                  | MBC     | [ 6 ]       |
| 2015-2016 | Conte and the City             | Ha Yeon-soo                | tvN     | [ 7 ]       |
| 2016      | Drinking Solo                  | Hwang Joo-yeon (ep.1-2,16) | tvN     |             |
| 2017      | Oh! Dear Goddesses of Basement | Iris                       | OnStyle | [ 8 ]       |
| 2018      | Rich Man, Poor Woman           | Kim Bo-ra                  |         | [ 9 ]       |

### Películas
| Año  | Título                  | Rol                  | Notas  |
| ---- | ----------------------- | -------------------- | ------ |
| 2013 | Very Ordinary Couple    | Joo Hyo-seon         |        |
| 2014 | Sunshowers (short film) | Yoo-ri               |        |
| 2018 | Your Name Is Rose       | Hong Jang-mi (joven) | [ 10 ] |

## Premios y nominaciones
| Año  | Premio                                                          | Categoría                                           | Nominación              | Resultado | Ref.   |
| ---- | --------------------------------------------------------------- | --------------------------------------------------- | ----------------------- | --------- | ------ |
| 2013 | 22 de Buil Premios del Cine                                     | Mejor Actriz Revelación                             | Ordinarias De La Pareja | Nominada  |        |
| 2013 | 7 de Mnet 20's Choice Awards                                    | 20 Estrella Femenina en pleno auge                  | Monstar                 | Ganadora  | [ 11 ] |
| 2013 | 6 de Korea Drama Awards                                         | Mejor Actriz Revelación                             | Monstar                 | Nominada  |        |
| 2013 | 6 de Korea Drama Awards                                         | Mejor Pareja (con Yong Jun-hyung)                   | Monstar                 | Nominada  |        |
| 2013 | 2º APAN Star Awards                                             | Mejor Actriz Revelación                             | Monstar                 | Nominada  |        |
| 2014 | 16 de Seúl Internacional de la Juventud del Festival de Cine de | Mejor Actriz Revelación                             | Monstar                 | Nominada  |        |
| 2015 | 34 MBC Drama Awards                                             | Mejor Actriz Nueva en un Proyecto Especial de drama | Legendarias Brujas      | Nominada  |        |